# Ружинов
Ружинов (слч. Ružinov) је градска четврт Братиславе, у округу Братислава II, у Братиславском крају, Словачка Република.

## Становништво
Према броју становника из 2011, овде живи 69.017 становника.